# Торпедні катери типу «Комсомолець»

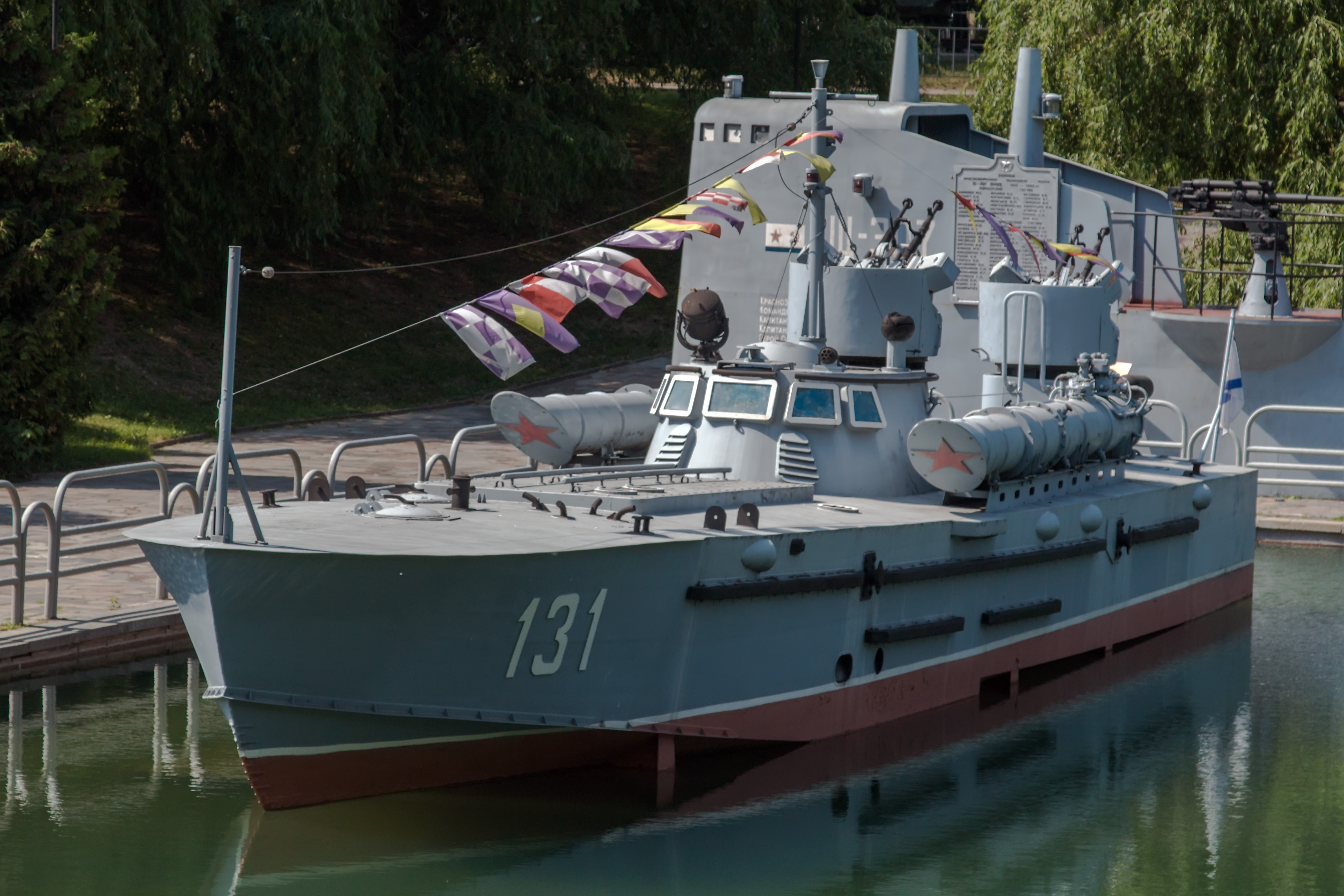
Репліка ТК-131 проєкту 123біс в Музеї Великої Вітчизняної війни, 2014

«Комсомолець» (проєкти 123, 123біс, М-123біс і 123К) — серія радянських малих торпедних катерів (ТК, ТКА).

## Історія
Торпедний катер з алюмінієвим корпусом «Комсомолець» (проєкт 123) спроєктувала в 1939 році група конструкторів заводу № 194 «імені Андре Марті», яку очолював П. І. Таптигін.
Маючи майже такі ж габарити, що і Г-5, катер проєкту 123 його перевершував. У днищі по всій довжині корпусу порожня балка, яка грала роль кіля. По бортах нижче за ватерлінію були бічні кілі, що зменшували хитавицю. Морехідність до 4 балів. Кількість водонепроникних відсіків зросла до п'яти. Замість кормового лотка з'явилися бугельні торпедні апарати.
Головний катер проєкту 123 було закладено 30 липня 1939 на верфі ленінградського заводу № 194 стапельний № С-505. Спущений на воду 16 травня 1940, вступив в дію 25 жовтня 1940 року. 12 березня 1941 був зарахований до складу Чорноморського флоту. За характеристиками значно відрізнявся від катерів наступних серій.

### ТТХ «Комсомольця»
- водотоннажність 15,27 (повна 17,2) тонни
- розміри 18 х 3,4 х 1,2 метра
- мотори ГАМ-34Ф 2 х 1000 к.с.
- швидкість 52 вузли
- дальність 345 миль на швидкості 17 вузлів
- екіпаж 6 людей
- Озброєння: 2533-мм бугельних ТА, 1 12,7-мм кулемет ДШК, 4 глибинні бомби М-1.

Після спуску на воду головного катера проєкту 123, КБ суднобудівного заводу № 639 розпочало доопрацювання проєкту. У 1942 році проєкт покращила у ЦКЛ-32 група Ф. Л. Лівенцева. Значно посилили зенітне озброєння, замість одного кулемета ДШК поставили чотири у двох спарених установках. У листопаді 1943 року флот отримав новий проєкт катерів типу «Комсомолець», який отримав позначення «123біс». До кінця Другої світової війни зі стапелів Тюменського заводу № 639 зійшов 31 катер проєкту 123біс, всі вони оснащувалися потужнішими 1200-сильними авіаційними моторами Packard 4M-2500, що поставлялися ленд-лізом.
У післявоєнний час проєкт катерів типу «Комсомолець» ще 2 рази піддавався доопрацюванню, і в 1946—1953 роках зі стапелів суднобудівного заводу Феодосії № 831 зійшло ще 205 торпедних катерів «Комсомолець» (50 — проєкту М-123бис 1133а) радянськими дизелями М-50 заводу № 800 Мінтрансмашу .
На цьому серійне будівництво малих торпедних катерів у СРСР завершилося. Починаючи з 1952 року, СРСР передав Китаю 56 катерів проєкту 123-К. Такі ж катери отримали й інші країни — союзники СРСР.

## Особливості конструкції
Реданий катер із дюралюмінієвим корпусом. Корпус розділений водонепроникними перебираннями на п'ять відсіків (шпація 20…25 см). По всій довжині корпусу прокладена порожниста кільбалка, що виконує функцію кіля. Для зменшення хитавиці на підводній частині корпусу встановлені бортові кили.
Два авіаційних двигуни встановлені в корпусі ступінчасто один за одним, при цьому довжина лівого валу гребного 12,2 м, а правого — 10 м.
Торпедні апарати, починаючи з катерів проєкту 123біс, на відміну від катерів попередніх типів — трубчасті, а не жолобні.